# Narke capensis
Narke capensis é uma espécie comum, mas pouco estudada, de raia elétrica da família Narkidae, nativa da África do Sul e da Namíbia. Trata-se de um peixe bentônico encontrado em baías costeiras rasas, sobre fundos arenosos ou lamacentos. Essa pequena espécie atinge até 38 cm de comprimento e possui um disco de nadadeira peitoral quase circular, além de uma cauda curta e musculosa que sustenta uma grande nadadeira caudal. Pode ser identificada por sua única nadadeira dorsal, localizada sobre as amplas nadadeiras pélvicas. Sua coloração dorsal varia de amarelada a marrom-escura.
Como outros membros de sua família, Narke capensis pode se defender com um forte choque elétrico gerado por um par de órgãos elétricos em forma de rim, localizados ao lado da cabeça. Alimenta-se principalmente de poliquetas, e provavelmente é vivípara. A União Internacional para a Conservação da Natureza (IUCN) não dispõe de informações suficientes para avaliar o status de conservação dessa espécie. Ela é frequentemente capturada como fauna acompanhante em pescarias de arrasto na África do Sul e pode ser afetada pela poluição decorrente do desenvolvimento costeiro.

## Taxonomia
Narke capensis foi descrita pelo naturalista alemão Johann Friedrich Gmelin em 1789, na 13ª edição de Systema Naturae. O nome da espécie foi impresso como Raja capensis em algumas cópias do livro e como Raja rapensis em outras. Acredita-se que o nome original tenha sido rapensis, provavelmente um erro tipográfico, já que a etimologia de capensis ("do Cabo da Boa Esperança") é muito mais plausível. Fontes posteriores adotaram consistentemente capensis, embora a oficialização desse epíteto específico sob essa grafia exija uma decisão da Comissão Internacional de Nomenclatura Zoológica (ICZN). Gmelin não mencionou espécimes-tipo. Em 1826, o naturalista alemão Johann Jakob Kaup criou o gênero Narke [en] para essa espécie, distinguindo-a de outras raias elétricas conhecidas na época por sua curvatura dorsal e única nadadeira dorsal. Mais tarde, outras espécies foram incluídas no gênero Narke.

## Descrição
O disco de nadadeira peitoral de Narke capensis é mais largo que longo, com formato quase circular. Os dois grandes órgãos elétricos em forma de rim são visíveis sob a pele, em ambos os lados da cabeça. Os olhos são pequenos e proeminentes; os espiráculos, maiores, estão posicionados logo atrás e possuem três pequenas projeções em forma de dedos nas bordas. As narinas estão próximas uma da outra, e entre elas há uma longa aba de pele em forma de saia que alcança a boca. A boca, pequena e protrátil, é quase reta e cercada por sulcos proeminentes. Os dentes são minúsculos e pontiagudos. Há cinco pares de pequenas fendas branquiais na parte inferior do disco.
As nadadeiras pélvicas, grandes e largas, possuem margens convexas e se originam sob as nadadeiras peitorais. Machos adultos apresentam clásperes curtos. Há uma única nadadeira dorsal arredondada, posicionada sobre as nadadeiras pélvicas. A cauda, curta e espessa, tem uma dobra de pele ao longo de cada lado e termina em uma grande nadadeira caudal triangular com cantos arredondados, quase simétrica acima e abaixo. A pele macia é completamente desprovida de dentículos dérmicos. A coloração varia de marrom-amarelado a marrom-escuro na parte superior; partes da superfície superior da cauda são amareladas. A parte inferior é branca a amarelada, com margens das nadadeiras marrons. A espécie cresce até 38 cm de comprimento e 26 cm de largura, embora indivíduos desse tamanho sejam raros.

## Distribuição e habitat
Narke capensis é comum nas províncias do Cabo Oriental e Cabo Ocidental da África do Sul. Sua distribuição se estende até o centro da Namíbia, com um espécime registrado em Meob Bay e uma segunda observação não confirmada em Walvis Bay. Um registro histórico dessa espécie em Madagascar pode ser um erro de identificação. De natureza bentônica, Narke capensis habita principalmente baías com fundos arenosos ou lamacentos. É mais frequentemente encontrada em águas mais rasas que 50 a 100 metros, embora tenha sido registrada em profundidades de até 183 metros.

## Biologia e ecologia

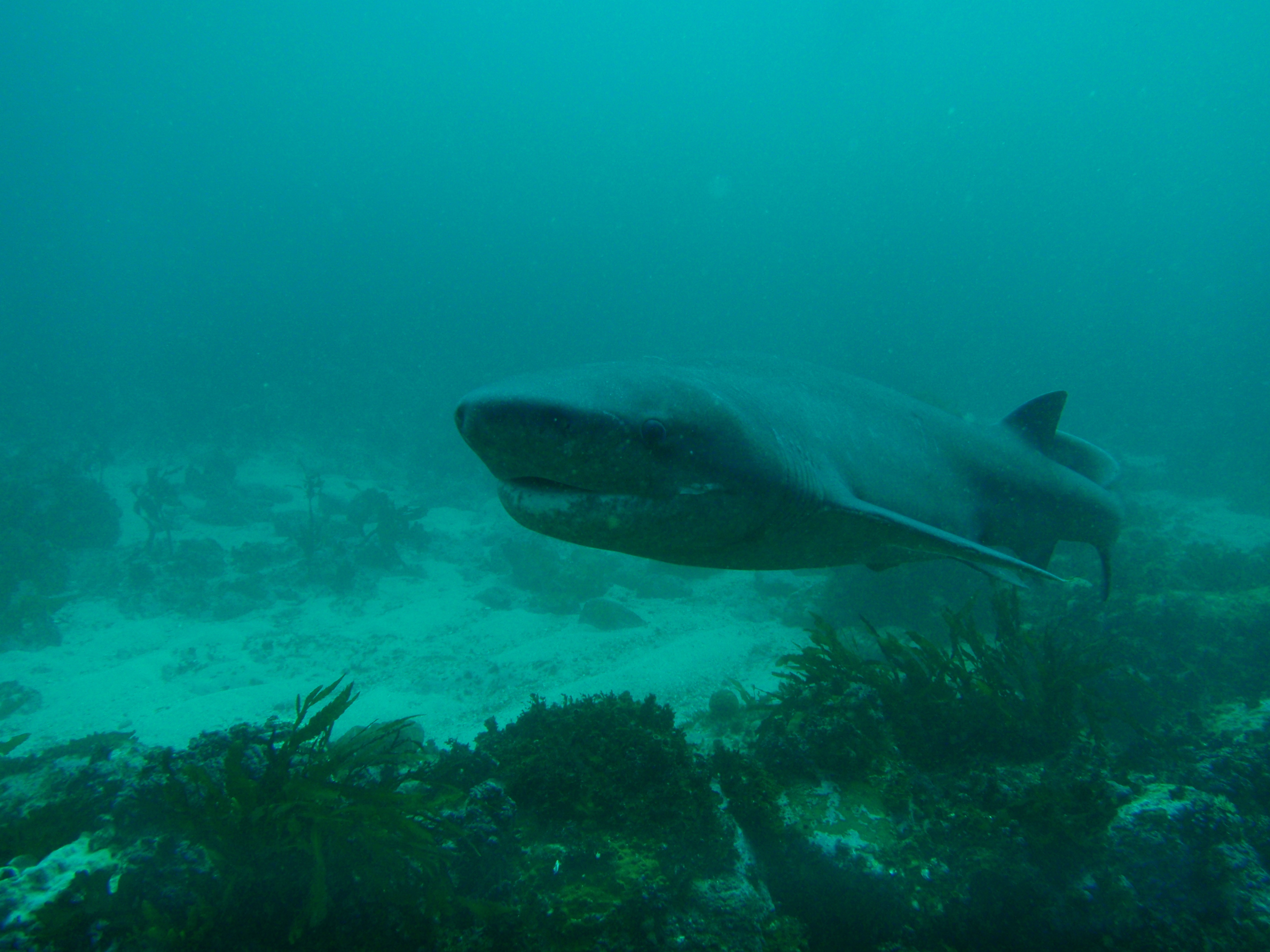
Narke capensis é predada pelo cação-bruxa.

Apesar de seu pequeno tamanho, Narke capensis pode gerar um choque elétrico extremamente poderoso para se defender de predadores, que incluem o cação-bruxa (Notorynchus cepedianus). Ela se propulsiona usando sua cauda musculosa, em vez das nadadeiras peitorais. Sua dieta consiste principalmente de poliquetas. A biologia reprodutiva de Narke capensis não foi documentada, mas presume-se que seja vivípara, como outras raias elétricas. Os machos atingem a maturidade sexual com comprimentos entre 11 e 17 cm, enquanto as fêmeas amadurecem por volta de 16 cm.

## Interações com humanos
O choque produzido por Narke capensis pode ser doloroso, mas não representa grande perigo para humanos. Embora não tenha valor econômico, essa raia é frequentemente capturada como fauna acompanhante em pescarias de arrasto nas águas sul-africanas. Por habitar áreas costeiras, pode ser negativamente afetada pela poluição proveniente do desenvolvimento costeiro.